# Ernst Gottfried Fischer
Ernst Gottfried Fischer (17. července 1754 – †27. ledna 1831) byl německý chemik, matematik a fyzik. V roce 1810 se stal jedním z prvních profesorů na univerzitě v Berlíně, která vznikla na popud pruského reformátora školství a jazykovědce Wilhelma von Humboldta. Založil ji v roce 1809 pruský král a braniborský markrabě Fridrich Vilém III. a stala se tak nejstarší ze čtyř berlínských univerzit.
Fischer se zabýval především pedagogickou činností, psal učebnice a osnovy. Má však zásluhu i na několika objevech v oblasti přírodních věd. Například se zabýval výpočtem relativních množství reaktantů a produktů v chemických reakcích a navrhl systém stechiometrických ekvivalentů.

## Život
Ernst Fischer se narodil 17. července 1754 v Hoheneiche u Saalfeldu. Byl synem pastora a v letech 1773 až 1776 studoval teologii a matematiku u Johanna Andrease von Segnera v Halle.
V letech 1782 až 1829 vyučoval matematiku a fyziku na Gymnáziu am Grauen Kloster v Berlíně. V 80. letech 19. století vyučoval matematiku a přírodní vědy jako soukromý učitel u bratří Humboldtů a v letech 1810 až 1816 u pruského korunního prince Friedricha Viléma.
V roce 1810 se stal profesorem fyziky na Berlínské univerzitě a pracoval tam až do roku1830. Za rok poté 27. ledna 1831 zemřel v 77 letech.

## Kariera a výzkum

Berlínská univerzita se sochou Wilhelma von Humboldta v popředí

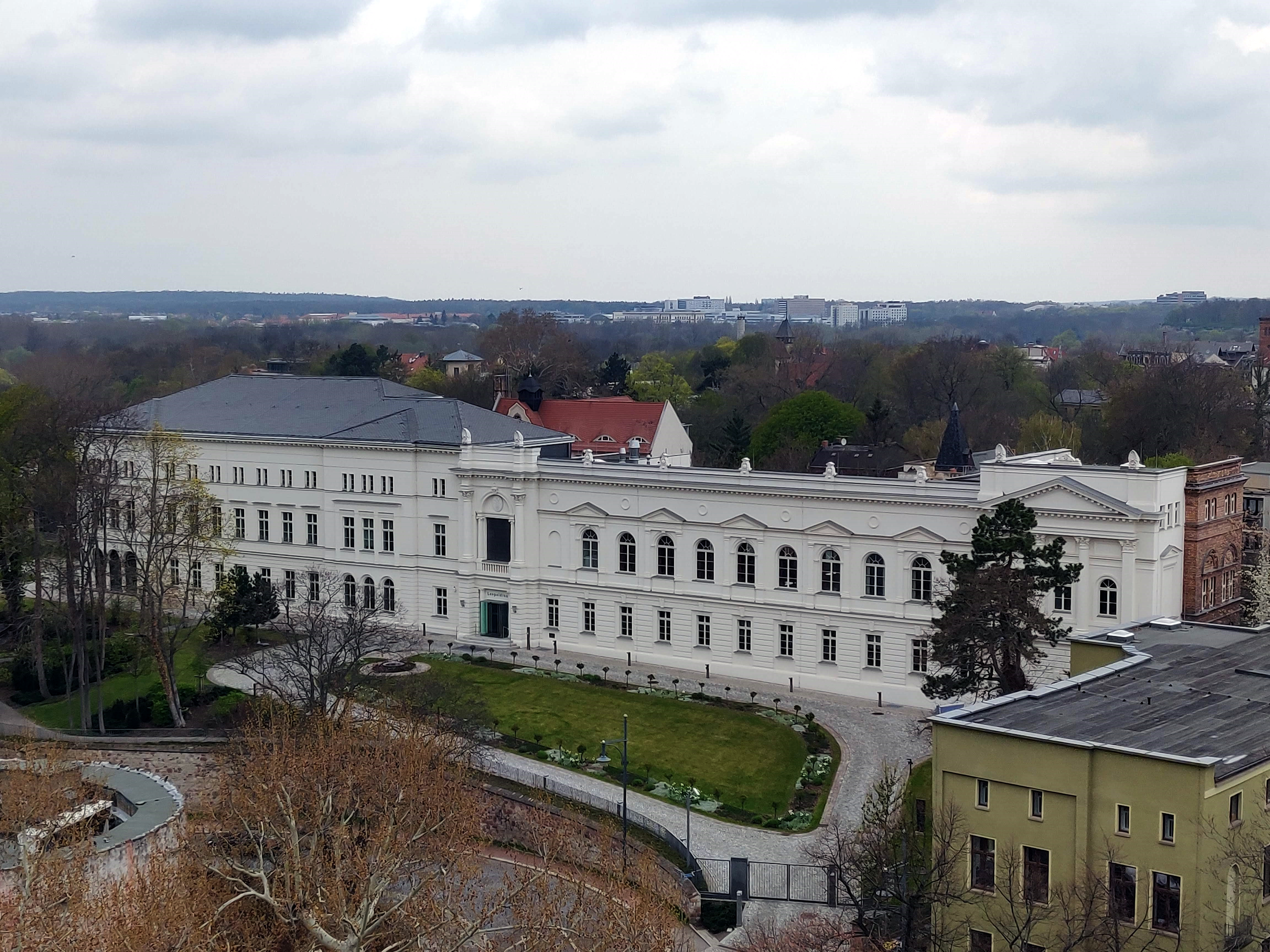
Německá akademie věd Leopoldina

- V roce 1783 objevil abnormální pravidelný astigmatismus oka, což je refrakční vada, způsobující nepřesné zaostření světla na sítnici.
- Rozvinul matematickou teorii rozměrových znamének.
- V roce 1801 přeložil do němčiny Recherches sur les lois de l ́affinité (Výzkum zákonů afinity) Clauda-Louise Bertholleta.
- Zabýval se pracemi Jeremiase Benjamina Richtera, který jako jeden z prvních vědců stanovil hmotnostní množství, ve kterých kyseliny nasycují zásady. V roce 1802 Fischer jeho poznatky systematizoval a shrnul do tabulek.
- Jeho hlavní zásluha je v oblasti vzdělávání. Psal učebnice matematiky a fyziky a navrhoval osnovy pro střední školy (1805).
- V roce 1807 publikoval anonymní polemiku nazvanou Apologie des Adels (Apologie šlechty), která byla namířena proti dílu Friedricha Buchholze kritickému vůči šlechtě Untersuchungen über den Geburtsadel.
- Od roku 1803 byl členem Pruské akademie věd
- Od roku 1819 byl členem Německé akademie věd Leopoldina (také Národní akademie věd nebo Academia Leopoldina). Tato instituce je nejstarší vědeckou lékařskou společností v německy mluvícím světě a nejstarší trvale existující akademií přírodních věd na světě, neboť byla založena již v roce1652.
- V roce 1801 byl přijat do zednářské společnosti v lóži sv. Jana Zur Eintracht.

## Stechiometrie
Termín stechiometrie zavedl německý chemik Jeremias Benjamin Richter (1762 - 1807). Při svých pokusech s titrací učinil jedny z prvních známých stanovení hmotnostních množství, ve kterých kyseliny nasycují zásady a zásadité kyseliny. Uvědomil si, že množství různých zásad, která mohou nasytit stejné množství určité kyseliny, jsou navzájem ekvivalentní. Navrhl proto systém ekvivalentů založených na kyselině sírové, která měla hodnotu sto.
Práce Jeremiase Benjamina Richtera měla jen malý dopad až do roku 1802, kdy ji Ernst Fischer systematizoval a shrnul do tabulek. Podle této tabulky je například zapotřebí 615 hmotnostních dílů hořčíku k neutralizaci buď 1000 hmotnostních dílů kyseliny sírové nebo 1405 hmotnostních dílů kyseliny dusičné. V rané literatuře na toto téma byly tyto váhy označovány jako kombinační váhy.
| Hmotnosti kyselin a zásad, které jsou chemicky ekvivalentní |                         |                         |                         |
| Zásada                                                      | Díly potřebné k titraci | Kyselina                | Díly potřebné k titraci |
| Oxid hlinitý                                                | 525                     | Kyselina uhličitá       | 577                     |
| Oxid hořečnatý                                              | 615                     | Kyselina chlorovodíková | 712                     |
| Uhličitan vápenatý                                          | 793                     | Kyselina fosforečná     | 979                     |
| Hydroxid vápenatý                                           | 793                     | Kyselina šťavelová      | 755                     |
| Uhličitan sodný                                             | 859                     | Kyselina sírová         | 1000                    |
| Uhličitan draselný                                          | 1605                    | Kyselina dusičná        | 1405                    |
| Síran barnatý                                               | 2222                    | Kyselina octová         | 1480                    |

## Dílo
- Teorie dimenzionálních znamének spolu s jejich aplikací na různé materiály z analýzy konečných veličin. 2 svazky. Waisenhaus, Halle 1792
- Počáteční důvody stechiomatrie. 1792
- Učebnice mechanické vědy
  - Část 1: Nauka o tělesech obecně, o pevných tělesech, o teple, o padacích a aerodynamických tělesech. Nauck, Lipsko 1827
  - Část 2: Která obsahuje doktrínu elektřiny, magnetické síly a světla. Nauck, Lipsko, 2. vyd. 1809

- O účelném zřízení vzdělávacích ústavů pro vzdělané třídy se pokuste o nový pohled na tuto věc se zvláštním zřetelem k Berlínu. Maaurer, Berlín 1806
- Zkoumání skutečného významu vyšší analýzy znamená ideální přehled o matematice a přírodopisu v jejich celistvosti. Weiss, Berlín 1808
- Kepler a neviditelný svět. Hieroglyf. Nicolai, Berlín 1819. (Digitalisat) dotisk 1882
- Učebnice elementární matematiky pro použití ve vyšších třídách učených škol spolu s přílohami a poznámkami pro ty, kteří chtějí překročit hranice školní výuky.
- Erster Theil: Lehrbuch der Ebene Geometrie für Schulen. Nauck, Berlín/Lipsko 1820